# Орёл Нобель-Агро
АО Орёл Нобель-Агро — агропромышленный комплекс в Орловской области, в основе деятельности которого лежит сельское хозяйство.
Главный офис находится в пгт Колпна Орловской области.

## История
Аграрное предприятие АО «Орёл Нобель-Агро» возникло в 2003 году благодаря реализации крупного инвестиционного проекта в орловском агропромышленном комплексе. В состав АО «Орёл Нобель-Агро» вошли два сельскохозяйственных предприятия Орловской области: СХП «Колпнянское» (Колпнянский район) и СХП «Новосильское» (Новосильский район.
В рамках участия в нацпроекте «Развитие АПК»]] АО «Орёл Нобель-Агро» удалось наладить крупномасштабное и эффективное производство сельскохозяйственных продуктов.
Создание современной материально-технической базы АО «Орёл Нобель-Агро» стало возможным благодаря личному участию в развитии предприятия президента ГК «Нобель Ойл» Гуревича Григория Семеновича.
По данным самого предприятия, объём производства вырос с 32 тыс. тонн в 2003 году до 90,6 тыс. тонн в 2013 году, а среднегодовая численность сотрудников на 2013 год составила 255 человек.
Приоритетными направлениями своей деятельности в 2014 году компания называла эффективное производство и разработку залежных земель.
В 2014 году сотрудники компании ЗАО «Орёл Нобель-Агро» стали победителями конкурса в отрасли растениеводства агропромышленного комплекса Орловской области в номинации «Механизаторы, занятые на уборке урожая зерновых и масличных культур, обеспечившие наивысший намолот зерна и маслосемян на одном комбайне».
Глава Колпнянского района Виктор Громов отметил, что активное привлечение молодых специалистов и, как результат, высокие урожаи — отличный вклад компании в развитие района.
На конец 2017 года предприятие имело мощный высокопроизводительный машинно-тракторный парк и комбайновый парк и современный производительный сельскохозяйственный инвентарь. Общая площадь пашни составила 49 тыс. га. Из них предприятие самостоятельно обрабатывает 38 тыс. га, остальные угодья сдаются в субаренду. Каждый год площадей под аренду становится меньше — компания постепенно присоединяет к себе свои земли.
Базовые культуры: производственные сорта озимой пшеницы, ячмень, соя, гречиха, рапс, подсолнечник.

## Принципы работы предприятия
Руководство предприятия непрерывно изучает передовой опыт агропромышленного комплекса России и зарубежья. Это позволяет не только использовать все передовые способы выращивания зерновых культур, но и правильно рассчитать затраты таким образом, чтобы при форс-мажорных обстоятельствах получать наименьший урон. Все предприятия ЗАО «Орёл Нобель-Агро» хорошо оснащены технически и большое внимание уделяют модернизации.
Компания придаёт большое значение социальной и корпоративной политике.
В 2014 году на средства основателя и главного инвестора предприятия, президента ГК «Нобель Ойл» Григория Гуревича был установлен мемориал воинского захоронения в селе Голянке.
Компания выступила соучредителем Малой Нобелевской премии Орловской области, которая проводится с 2013 года с целью выявления и материального поощрения наиболее талантливых детей школьного возраста.
«Орёл Нобель-Агро» предоставляет студентам возможность получить опыт. Компания принимает на практику студентов Орловского государственного аграрного университета.